# Critica Sociale

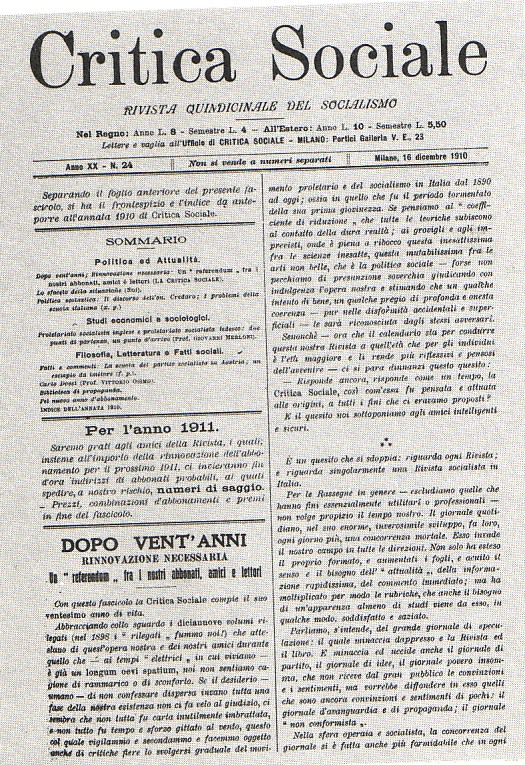
Première page du 16 décembre 1910.

Critica Sociale est un magazine italien d'inspiration socialiste, fondé le 15 janvier 1891 à Milan par Filippo Turati.